# (7587) Weckmann
(7587) Weckmann est un astéroïde de la ceinture principale.

## Description
(7587) Weckmann est un astéroïde de la ceinture principale. Il fut découvert le 2 février 1992 à La Silla par Eric Walter Elst. Il présente une orbite caractérisée par un demi-grand axe de 2,26 UA, une excentricité de 0,16 et une inclinaison de 5,5° par rapport à l'écliptique.
Cet astéroïde est nommé en l'honneur de l'organiste et compositeur d'Allemagne du nord Matthias Weckmann (1619-1674).

## Compléments